# Louis Antoine de Saint-Just

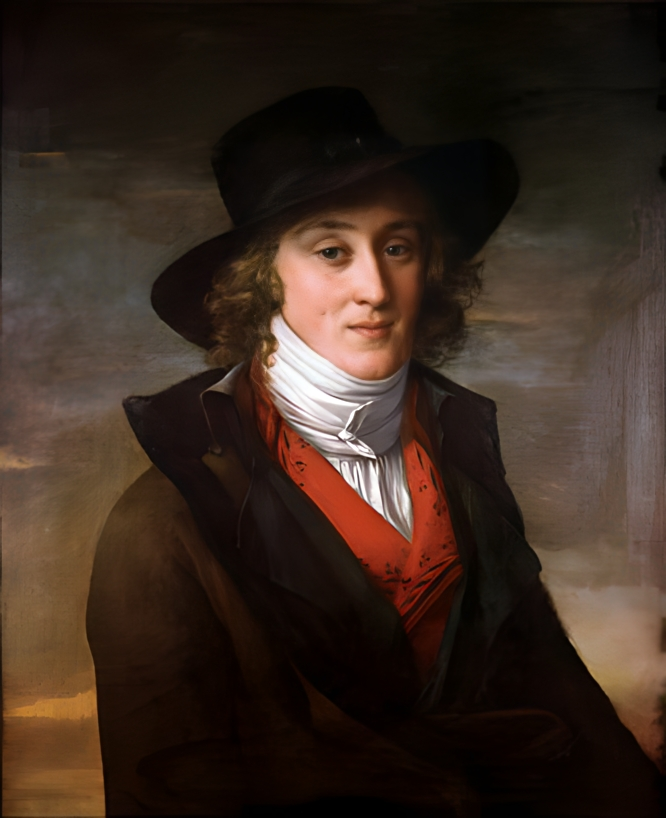
Louis-Antoine de Saint-Just, Porträt mutmaßlich von Jacques-Louis David, ca. 1793/1794.

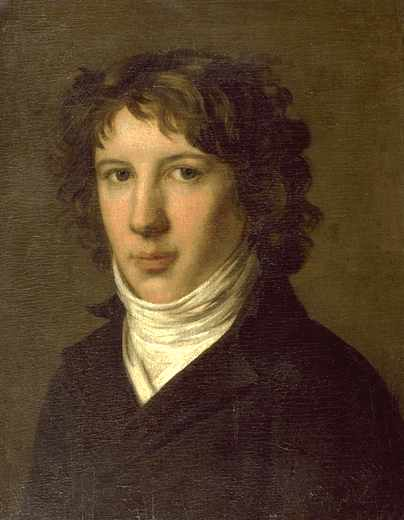
Louis Antoine Saint-Just,
Porträt von Pierre Paul Prud’hon, 1793. Saint-Justs Unterschrift:

Louis Antoine Léon de Saint-Just de Richebourg (* 25. August 1767 in Decize bei Nevers; † 28. Juli 1794 (guillotiniert) in Paris) war ein französischer Politiker zur Zeit der Französischen Revolution.
Nachdem er 1792 in den Nationalkonvent gewählt worden war, erlangte er insbesondere in der Zeit des Großen Terrors als enger Freund und Kollege Robespierres Einfluss auf die französische Politik. Er wirkte an der Stabilisierung der Front im Krieg gegen Preußen und Österreich mit und war entscheidend am Sturz der Girondisten und der Hinrichtung Georges Dantons beteiligt. Am 9. Thermidor des Jahres II (27. Juli 1794) wurde er zusammen mit Robespierre und dessen Anhängern gestürzt und am nächsten Tag guillotiniert.

## Leben

### In der Provinz

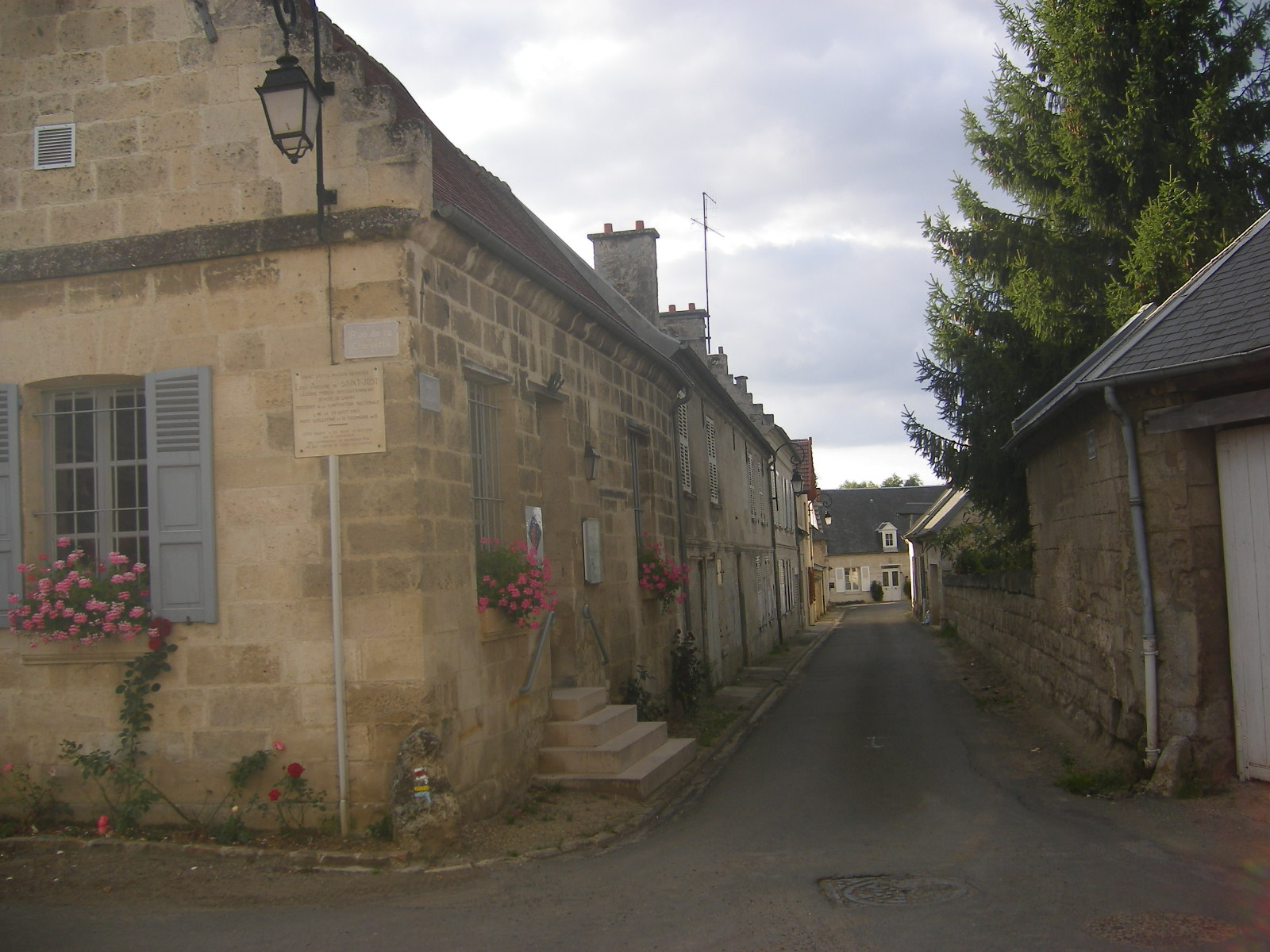
Das Haus in Blérancourt, in dem Saint-Just von August 1776 an gelebt hat. In Höhe des Fensters wurde an der Ecke des Hauses eine unauffällige Gedenktafel angebracht.

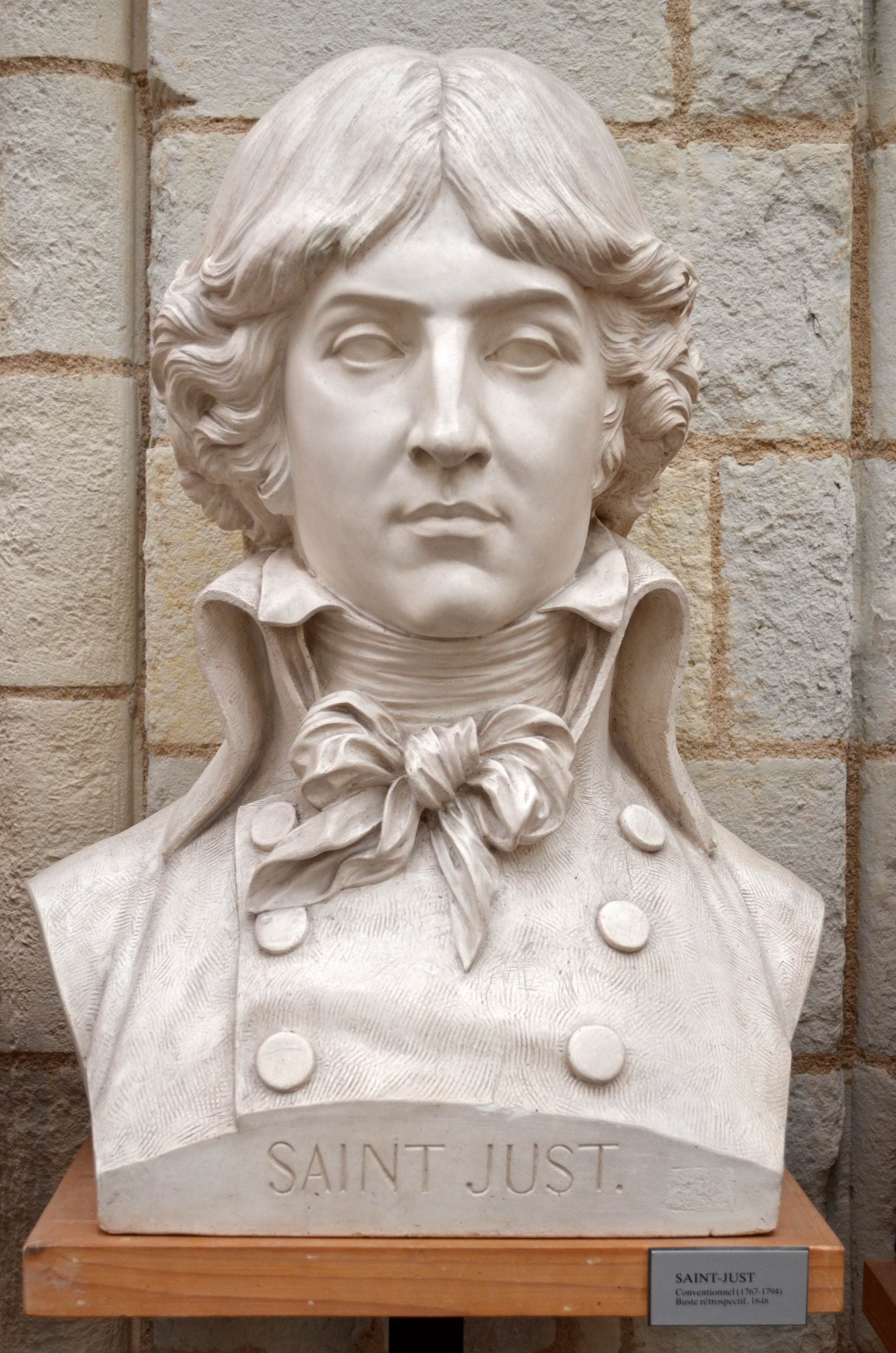
Louis Antoine de Saint-Just, Büste von David d’Angers, 1848

Die Vorfahren von Louis Antoine de Saint-Just väterlicherseits waren Bauern in der Picardie. Sein Vater, Louis Jean de Saint-Just de Richebourg, der schon 1777 starb, war Kavalleriehauptmann bei den Soldaten des Herzogs von Berry gewesen. Wegen seiner militärischen Verdienste war er zum Ritter des Hlg. Ludwig ernannt worden. Seine Mutter, Marie Anne, geborene Robinot, stammte aus dem Nivernais. Seine Jugend verbrachte Louis Antoine in Verneuil, Decize und Blérancourt (im späteren Département Aisne). Von 1777 bis 1785 besuchte er die Schule Saint-Nicolas der Oratorianer in Soissons. Um sich für das Rechtsstudium zu qualifizieren, war er 1786 zweiter Gehilfe beim öffentlichen Ankläger in Soissons. Im Oktober 1787 begann er an der Universität in Reims zu studieren und schloss das Studium bereits im April 1788 mit dem Hochschulgrad für die Rechtswissenschaften ab.
Saint-Just hatte die griechischen und römischen Dichter und Denker gelesen. Neben Platons Staat werden ihm dabei wohl einige Biografien, wie die des spartanischen Gesetzgebers Lykurg, in Plutarchs (45–125) Lebensbeschreibungen die ersten Anregungen für sein eigenes republikanisches Denken gegeben haben. Weitere Ideen und Gedanken fand er u. a. bei französischen Denkern wie Montesquieu (1689–1755) oder Rousseau (1712–1778), die von verschiedenen Ebenen aus den Zustand der Gesellschaft und des Staates betrachtet haben.
Im Mai 1789 erschien von Saint-Just ein erster literarischer Versuch: der Organt, ein erzählendes Gedicht in zwanzig Gesängen, das zahlreiche erotische Szenen und drastische Gewaltdarstellungen enthielt. Saint-Just rang noch um Form und Stoff. Die schlüpfrigen Stellen, die ihm später vorgehalten werden, waren üblich zu jener Zeit. Ein zweiter literarischer Versuch ist nur noch in Bruchstücken vorhanden: Arlequin Diogène, ein einaktiges Theaterstück, ein Schäferspiel, an dem nur bemerkenswert ist, dass es wohl Saint-Justs eigene Haltung zur Liebe wiedergibt: „Die Liebe ist nichts als ein eitler Wunsch; einem großen Herzen bedeutet sie nichts.“

### Während der Französischen Revolution
Am 14. Juli 1789 erlebte Saint-Just in Paris die Erstürmung der Bastille mit. Der Organt war schon im Juni wegen Majestätsbeleidigung verboten worden, und so war der junge Autor, um polizeilichen Nachstellungen zu entgehen, bei Bekannten in Paris untergetaucht. Ende Juli wagte er sich wieder nach Blérancourt zurück, wo er sich politisch stark zu betätigen begann. Trotz seiner Jugend war er hier angesehen und erhielt auch bald ehrenhafte Anerkennungen. So wurde der 22-Jährige im Juni 1790 von der Gemeinde (Kommune) zum Oberstleutnant der Nationalgarde in Blérancourt ernannt und im Juli zum Ehrenbefehlshaber der Nationalgarden im ganzen Kanton. Am 10. August 1790 schrieb er seinen ersten Brief an Robespierre, der später unter dessen nachgelassenen Papieren gefunden worden ist: 

„Sie, der Sie das wankende Vaterland gegen den Ansturm des Despotismus und der Intrige behaupten; Sie, den ich wie Gott nur aus Wundern kenne; ich wende mich an Sie, mein Herr, […] Sie sind nicht nur der Abgeordnete einer Provinz, Sie sind ein solcher der Menschheit und der Republik.“

Bei den Wahlen zur Gesetzgebenden Nationalversammlung im Jahre 1791 wurde er von seiner Gemeinde als Abgeordneter gewählt, konnte das Mandat aber nicht annehmen, da er noch zu jung war. Ein Jahr später aber wurde er rechtmäßig als Abgeordneter des Departments Aisne in den Nationalkonvent gewählt. Am 18. September 1792 traf Saint-Just in Paris ein.
Zuvor war von ihm am 20. Juni 1791 die Schrift L’Esprit de la revolution et de la constitution de France (Der Geist der Revolution und der Verfassung in Frankreich) erschienen. In diesem Werk lobte er die konstitutionelle Monarchie der neuen Verfassung. Das Buch endete mit den Worten: 

„Quand tous les hommes seront libres, ils seront égaux ; quand ils seront égaux, ils seront justes. Ce qui est honnête se suit de de soi-même.
Wenn alle Menschen frei sein werden, werden alle gleich sein; wenn sie gleich sein werden, werden sie gerecht sein. Ehrlichkeit ergibt sich von selbst.“

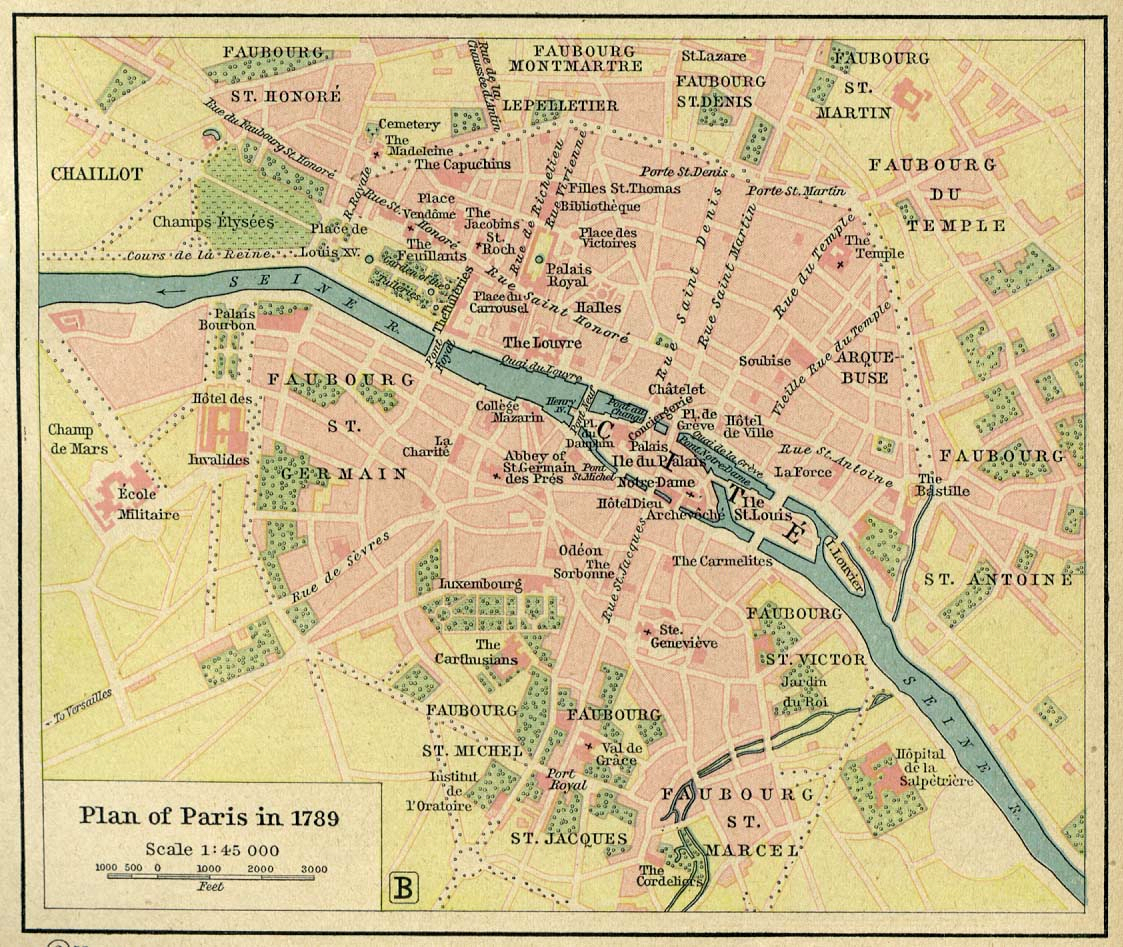
Plan der Stadt Paris von 1789 mit der Rue Saint-Denis, in der Saint-Just in der ersten Zeit im Hôtel du Cheval-Rouge (Hotel Zum Roten Pferd) gewohnt hat. Danach wohnte er in der Rue Gaillon und der Rue de Caumartin, die beide in dem Plan nicht bezeichnet sind, aber in der näheren Umgebung liegen.

Saint-Just gehörte zu den Revolutionären, die Ludwig XVI. nach dessen gescheiterter Flucht nach Varennes 1791 zurück nach Paris eskortierten. Dort wurde er zum ersten Mal öffentlich wahrgenommen, als er am 22. Oktober 1792 im Jakobiner-Klub sprach. Die Rede fand große Beachtung und unter dem Vorsitz von Danton beschlossen die Jakobiner, den Text drucken zu lassen und an die einzelnen Verbände weiterzuleiten. Am 13. November sprach er sich im Konvent während der Debatte über den ehemaligen König vehement dagegen aus, einen regulären Prozess gegen ihn zu führen. Es gehe vielmehr um eine politische Entscheidung: „Man kann kein schuldloser Regent sein. […] Jeder König ist ein Rebell und Usurpator“. In der großen Abstimmung am 15. Januar 1793 im Konvent über das Schicksal des Königs stimmte er für den Tod ohne Aufschub und Appellation. Die Gründe bezog er aus Rousseaus Contrat social, einem Werk über die Legitimität der Macht. (Der Philosoph Albert Camus kommentierte: „Saint-Just hat die Ideen Rousseaus in die Geschichte eingeführt.“) Das Wesentliche seiner Beweisführung daraus war, dass der König nicht durch das Urteil eines Gerichts, sondern durch das Urteil der gesetzgebenden Versammlung gefasst werden müsse, da der König außerhalb des Contrat social stehe.
Sein leidenschaftliches Denken, mit dem er all das verwirklichen wollte, was er für das Glück der Menschen hielt, spiegelte sich wohl in seinen öffentlichen Reden wider, am umfassendsten aber in den Institutionen, an denen er in dieser Zeit zu arbeiten begann. Wo auch immer, ob im Konvent, auf Reisen, bei der Armee, überall schrieb er Gedanken auf, die er sich über einen zukünftigen Staat machte, Einfälle dazu, wie sie ihm kamen. Alles wollte er in diesem neuen Frankreich reglementieren, sogar Kindheit und Alter; Hochzeit und Beerdigung. Die Institutionen sind, wie der Publizist Friedrich Sieburg schreibt, voller Gegensätze: klarem Denken stehen naive Träume gegenüber. Für Kinder etwa wollte er eine vegetarische Ernährung vorschreiben, wer nicht an Freundschaft glaube oder keine Freunde habe, solle in die Verbannung geschickt werden, Mädchen dürften nicht ohne Begleitung ihrer Eltern in der Öffentlichkeit erscheinen und Ehen, die sieben Jahre lang kinderlos blieben, sollten zwangsgeschieden werden. Allerdings entwickelte er in seinen Institutionen auch die sehr liberale Vorstellung von einer rein auf Zuneigung gegründeten, von rechtlichen Banden befreiten Ehe.

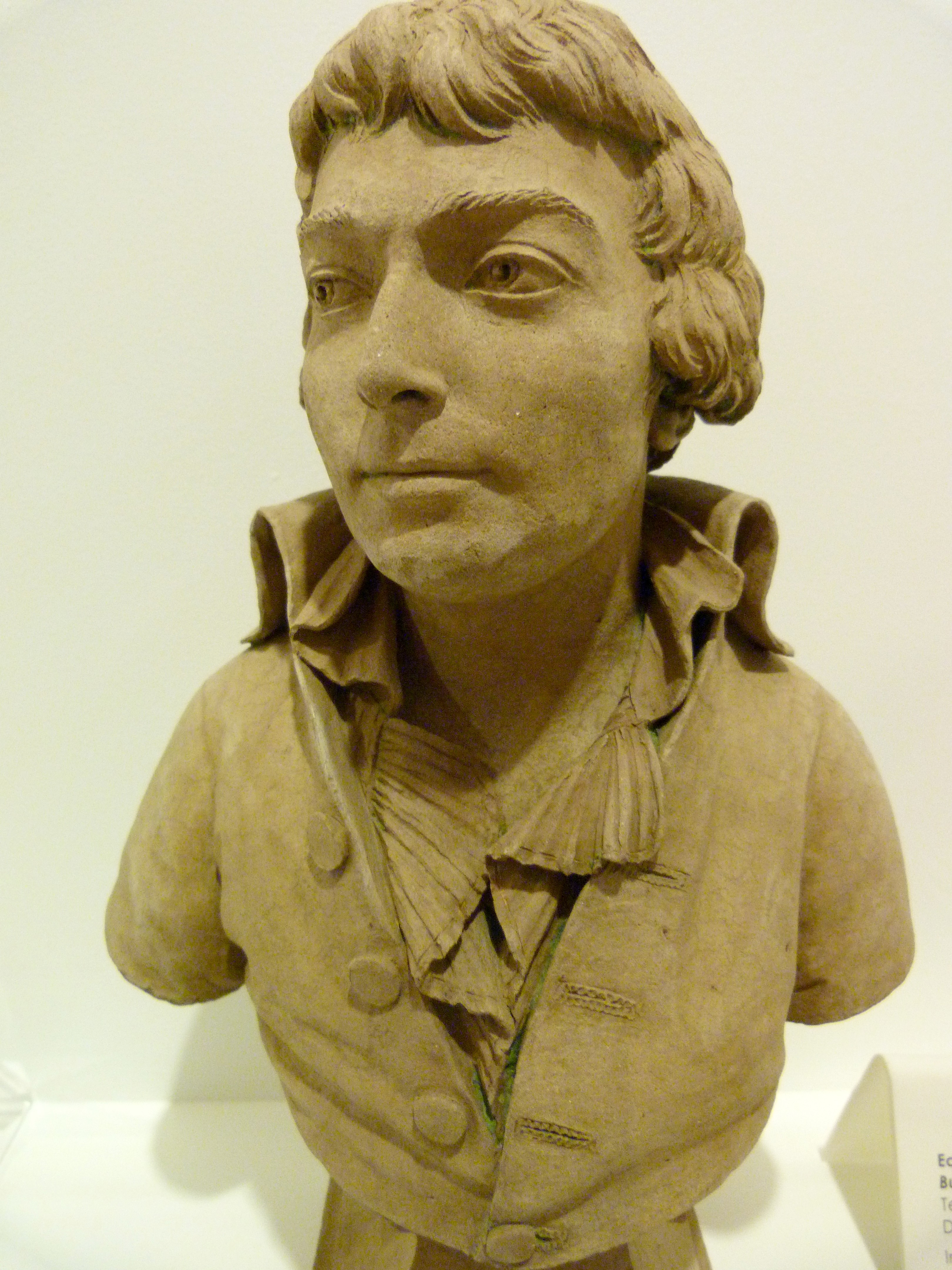
Terrakottabüste von Saint-Just, anonym, Musée Lambinet in Versailles

Nachdem Saint-Just im April 1793 mehrmals im Konvent über eine neue Verfassung gesprochen hatte, wurde er im Mai zusammen mit Hérault de Séchelles (1759–1794) und Georges Couthon (1755–1794) dem Wohlfahrtsausschuss beigeordnet, um die neue Verfassung auszuarbeiten, die nach der Abschaffung des Königtums nötig geworden war. Im Juni 1793 war das neue Gesetzeswerk, das hauptsächlich von Saint-Just stammte, fertig und wurde vom Konvent angenommen und im Juli mit großer Mehrheit in einer Volksabstimmung bestätigt. Im gleichen Monat wurde er selbst Mitglied des Wohlfahrtsausschusses.
Die Verfassung des Jahres I wurde allerdings vom Konvent nicht in Kraft gesetzt, weil man meinte, dass sie der augenblicklichen Lage Frankreichs nicht entspreche. Wegen des herrschenden Krieges wurde der Missbrauch der verfassungsmäßig gewährten Freiheit befürchtet. Nach Beendigung des Krieges sollte die Verfassung ihre Rechtsgültigkeit erlangen, wozu es jedoch nie kam. Nur die übermannsgroßen Tafeln der Menschenrechte wurden überall in den öffentlichen Gebäuden angebracht und wie es heißt, soll Saint-Just während seiner Verhaftung auf solch eine Tafel gezeigt und gemurmelt haben, dass das immerhin sein Werk sei: „C’est pourtant moi qui ai fait cela.“

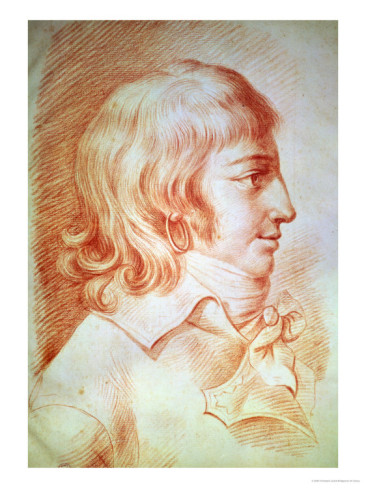
Louis Antoine de Saint-Just: Rötelzeichnung von Christophe Guérin, Straßburg, Herbst 1793

Nach dem Aufstand der Pariser Sansculotten vom 31. Mai bis zum 2. Juni 1793, bei dem die Girondisten gestürzt wurden, sprach sich Saint-Just am 8. Juli 1793 für pragmatische Milde aus: Man solle zwischen denen unterscheiden, die man festgenommen habe, und denen, die geflohen seien – letztere seien die wahren Schurken. Die anderen seien nur irregeleitet gewesen. „Proskribiert sie, nicht dafür, was sie gesagt, sondern dafür, was sie getan haben; verurteilt die anderen und verzeiht der größeren Zahl.“ Im Herbst 1793 wurde er zusammen mit Philippe-François-Joseph Le Bas (1764–1794) als Représentant en mission in das Elsass zur Überwachung der Truppen gesandt. Am 1. Brumaire des Jahres II der einen und unteilbaren Republik (22. Oktober 1793) trafen die beiden „Volksvertreter mit außerordentlicher Vollmacht bei der Rheinarmee“ in Saverne (Zabern), Département Bas-Rhin, ein, zwei Tage später waren sie in Straßburg. Sie begannen sofort mit ihrer Arbeit und gaben unzählige Erlasse und Befehle heraus, deren deutliche Sprache verkündete, dass jetzt andere und nicht die üblichen Abgeordneten des Konvents erschienen waren. Ihr Auftrag verlangte eigentlich nur, dass sie die Ereignisse im Raum Wissembourg (Weißenburg) und Lauterbourg (Lauterburg) beobachten und ihnen nötig erscheinende Maßnahmen für das öffentliche Wohl ergreifen sollten, aber sie kümmerten sich überall um alles. Mit unmissverständlichen Befehlen und Aufrufen reorganisierten sie die Armee, wendeten sich an die Zivilverwaltungen und auch direkt an die Bürger. Und in einem Aufruf wurden die Straßburgerinnen aufgefordert, das Tragen der deutschen Tracht aufzugeben, da sie in ihren Herzen doch französisch seien. Am 3. Dezember 1793 kehrten die beiden Volksvertreter kurzzeitig nach Paris zurück (zwischenzeitlich waren am 31. Oktober die Girondisten, deren Sturz er mit betrieben hatte, hingerichtet worden). Am 9. Dezember waren sie wieder im Elsass und wurden dort an verschiedenen Stellen der Ostfront aktiv. Nachdem die französischen Truppen am 28. Dezember 1793 siegreich in Landau eingezogen waren, hatten die beiden Volksvertreter ihre Aufgabe erfüllt und kehrten nach Paris zurück.
Am 7. Pluviôse (26. Januar 1794) verließen Saint-Just und Le Bas wieder Paris, um zur Nordarmee zu gehen. Dort trafen sie auf ähnliche Zustände, wie sie sie schon im Elsass bei der Rheinarmee vorgefunden hatten und gingen in erprobter Manier dagegen vor. Mit ihren Maßnahmen trugen sie nicht unwesentlich zum Erfolg des kommenden Feldzuges bei. Aber Saint-Just wartete den Abschluss der wichtigsten Vorgänge diesmal nicht ab und kehrte am 24. Pluviôse (12. Februar 1794) schon wieder nach Paris zurück, wo er am 19. Februar vom Konvent zum Vorsitzenden gewählt wurde.
Am 8. Ventôse (26. Februar 1794) hielt er eine Rede über die Menschen, die nach dem Gesetz über die Verdächtigen vom 17. September 1793 inhaftiert worden waren. Darin rechtfertigte er den Terror, indem er ihn kurzerhand mit der Gerechtigkeit identifizierte: „Gerechtigkeit verurteilt Beamte zur Redlichkeit; Gerechtigkeit macht die Menschen glücklich und festigt die neue Ordnung der Dinge“. In dieser und einer weiteren Rede am 13. Ventôse (3. März 1794) legte er dann dem Konvent die sogenannten Ventôse-Gesetze vor, mit denen die Revolutionsregierung ermächtigt werden sollte, das Vermögen von „Feinden der Republik“ zu beschlagnahmen, um es unter armen Patrioten zu verteilen. Bisher waren Adlige und die Kirche enteignet worden, wobei klar definiert war, wer betroffen war und wer nicht. Bei der schwammigen Formulierung „Feind der Republik“ konnte das niemand sagen, weshalb Saint-Justs Rede unter Wohlhabenden große Besorgnis auslöste. Die Ventôse-Gesetze kamen nie zur Anwendung.

Am 23. Ventôse (13. März 1794) äußerte Saint-Just im Konvent den Verdacht einer angeblichen „Verschwörung des Auslandes“, die für Frankreich „eine Hungersnot und neue Ketten“ vorsähe. Die Verschwörer würden die wahren Patrioten imitieren, aber nur um sie zu stürzen. Daher sprach er sich nun gegen jede Art von Parteibildung unter den Revolutionären aus: „Jede Faktion ist daher kriminell, weil sie dazu neigt, die Bürger zu spalten; jede Faktion ist daher kriminell, weil sie die Macht der öffentlichen Tugend neutralisiert.“ Damit bereitete er einen Angriff sowohl gegen die radikale Gruppe um Jacques-René Hébert als auch gegen die Gemäßigten um Danton vor. Vom Konvent forderte er dann schließlich einen Erlass, der ermöglichte, die Verschwörer in den Reihen der Revolutionäre zu verhaften. Der Konvent stimmte zu und Hébert und seine Anhänger wurden noch in der folgenden Nacht verhaftet und am 4. Germinal (24. März 1794) verurteilt und hingerichtet. Am 13. Ventôse (3. März 1794) hatte Saint-Just dem, wie er behauptete, verschwörerischen Ausland in einer Rede vor dem Konvent den Export der Revolution angekündigt: 

„Dass Europa erfahre, dass ihr auf französischem Territorium weder einen Unglücklichen noch einen Unterdrücker mehr haben wollt, dass dieses Beispiel auf der Erde Früchte trage, dass die Liebe zur Tugend und das Glück sich ausbreite! Das Glück ist eine neue Idee in Europa!“

Am 27. Ventôse (17. März 1794) folgte eine weitere Rede, diesmal gegen Hérault de Séchelles, der geheime Unterlagen an den Feind geliefert haben sollte. Er wurde später gemeinsam mit Danton und anderen verurteilt und hingerichtet. Am 11. Germinal (31. März 1794) folgte schließlich Saint-Justs Anklagerede gegen Danton, Desmoulins und Fabre d’Églantine. Das Kernstück dieser Rede soll Robespierre verfasst haben. Saint-Just forderte, die Angeklagten vor das Revolutions-Tribunal zu stellen, unter anderem weil sie die Monarchie wieder hätten einführen wollen. Dabei griff er erneut auf verschwörungstheoretische Argumente zurück. In seinem Rapport sur la conjuration ourdie pour obtenir un changement de dynastie („Bericht über die Verschwörung, angezettelt um einen Wechsel der Dynastie zu erreichen“) warf ihnen vor, einer von Fabre d’Églantine angeführten „Faktion“ zu sein, „die manchmal [die Macht] usurpieren wollte, manchmal royalistisch war, manchmal nach Reichtümern strebte, manchmal daran dachte, sich große Autorität zu sichern, welches Regime auch immer an die Macht kam, manchmal dem Ausland diente“. Am 16. Germinal (5. April 1794) wurden Danton und seine Anhänger verurteilt und hingerichtet.

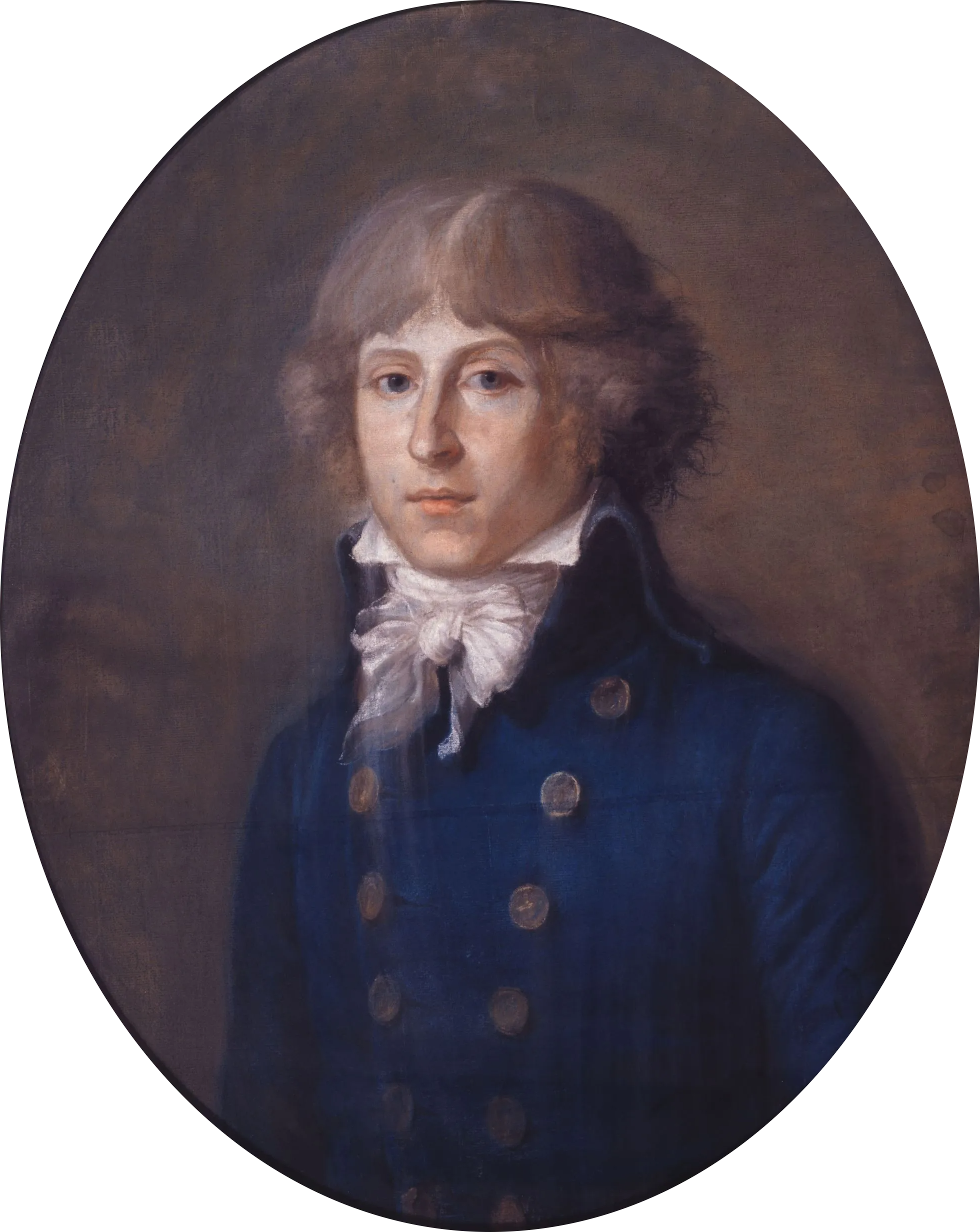
Louis-Antoine de Saint-Just, Porträt mutmaßlich von Angelique-Louise Verrier-Maillard, ca. 1792-1794 (Paris, musée Carnavalet)

Seine letzte große Rede vor dem Konvent, die wahrscheinlich von ihm zusammen mit dem Ausschuss ausgearbeitet wurde, hielt Saint-Just am 26. Germinal (15. April 1794), in der es um Recht und Ordnung ging. In einem der wesentlichsten Punkte beantragte er, das Wirken der allgemeinen Polizei neu zu regeln. Sie sollte ab sofort ihre eigentliche Aufgabe in der Überwachung der Amtsträger sehen. Nach langer Debatte wurde der Vorschlag angenommen, und fortan war die allgemeine Polizei beim Wohlfahrtsausschuss vertreten.

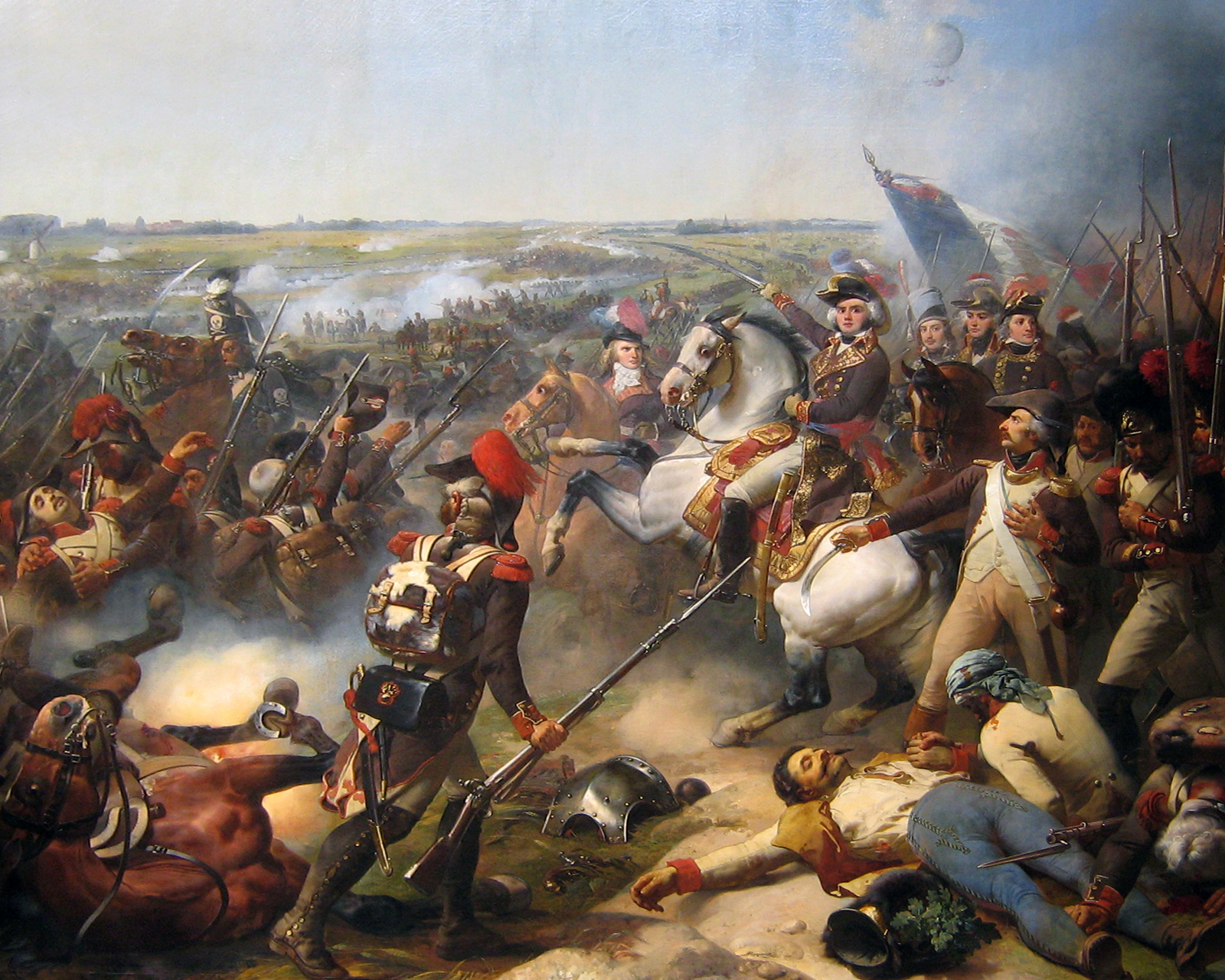
Die Schlacht bei Fleurus am 26. Juni 1794; das Bild der Sieger: Auf dem Schimmel der französische Oberbefehlshaber Jean-Baptiste Jourdan und links daneben auf dem braunen Pferd Saint-Just

Im 10. Floréal (29. April 1794) verließ Saint-Just Paris und ging zur Nordarmee, wo er die zu Anfang des Jahres begonnenen Vorbereitungen für einen Angriff weiter fortsetzte. Er stellte dazu auch strategische Überlegungen an, die er mit dem Oberbefehlshaber, Jean-Baptiste Jourdan (1762–1833), besprach und durchsetzte. Tatkräftig beteiligte er sich an verschiedenen Gefechten. So an der östlichen Flanke der Front von Fleurus, wo der Übergang über die Sambre erst im siebten Versuch gelang, und danach Charleroi, die größte Festung, die ein Weiterkommen an dieser Stelle blockiert hatte, endlich eingeschlossen werden konnte und sich sieben Tage später, am Morgen des 7. Messidor (25. Juni 1794), ergeben musste. Die Übergabe von Charleroi nahm Saint-Just selbst entgegen. Sein Verhalten dabei wurde von einem hohen französischen Offizier in einem Bericht beschrieben. Als ein österreichischer Offizier einen Brief überbrachte, öffnete ihn Saint-Just nicht und sagte, dass er nicht die Übergabe eines Blattes Papier, sondern die der Stadt erwarte. Der Parlamentär meinte dazu, dass seine Truppen entehrt wären, wenn sie sich bedingungslos ergeben würden. Darauf antwortete Saint-Just wörtlich: „Wir können Sie weder ehren noch entehren, ebensowenig wie Sie die französische Nation ehren oder entehren können. Zwischen Ihnen und uns gibt es nichts Gemeinsames.“ Danach forderte er schroff, die Festung bedingungslos zu übergeben, dem der österreichische Befehlshaber dann bald darauf nachkam. Auch in der eigentlichen Schlacht bei Fleurus am nächsten Tag wirkte er tatkräftig mit und trieb „die Kolonnen unablässig zum Angriff“ und damit zum Sieg, durch den in der Folge die Engländer nach Holland und die Österreicher bis an den Rhein zurückgehen mussten und ein anhaltender Erfolg der Revolutionsarmee gesichert war. Durch eben diesen Sieg bereitete er aber seinen Sturz und den Robespierres vor, denn ohne die Bedrohung durch die ausländischen Invasionstruppen erschien der Terror nicht mehr notwendig.
Während dieser Zeit tat Robespierre in Paris einen entscheidenden Schritt zum Sturz des Regimes hin, als er die Annahme der Prairial-Gesetze (10. Juni 1794) im Konvent durchsetzte, durch die sich die Abgeordneten mit dem Tode bedroht fühlen mussten. Sie genossen jetzt keinen Schutz mehr und konnten jederzeit vor das Tribunal geladen werden. Diese Gesetze „widersprachen derart monströs den Idealen ihrer Verfechter, dass mehrere Biografen Saint-Justs sich dazu verpflichtet fühlten, ihn davon freizusprechen.“ Tatsächlich hielt er sich an dem Tag, als in der Nationalversammlung darüber abgestimmt wurde, bei der Armee im Norden auf.
Am 12. Messidor (30. Juni 1794) traf Saint-Just wieder in Paris ein, das er dann nicht mehr verlassen hat. Er lehnte es ab, den Sieg von Fleurus vor dem Konvent zu verkünden: „Ich halte sehr viel davon, Siege zu verkünden, aber ich möchte nicht, dass sie zum Vorwand für Eitelkeit werden. Man hat den Tag von Fleurus angekündigt, und andere, die nichts darüber gesagt haben, sind dabei gewesen; man hat von Belagerungen gesprochen, und andere, die nichts dazu gesagt haben, waren in den Gräben.“ Barère übernahm dann diese Aufgabe und nahm die Begeisterungsstürme der Abgeordneten entgegen. Solche Einmütigkeit war ansonsten im politischen Leben nicht vorhanden. Seit Inkrafttreten der Prärial-Gesetze gab es zahllose Verhaftungen und Hinrichtungen. Robespierre, verhasster und gefürchteter denn je, zeigte sich nicht mehr in der Öffentlichkeit. Über einen Monat lang nahm er an keiner Sitzung im Ausschuss und im Konvent teil. Erst wieder am 8. Thermidor (26. Juli 1794) erschien er im Konvent und hielt dort eine zweistündige Rede, in der er anklagte, verdächtigte, aber auch nach Aufforderung keine Namen nannte, wodurch sich jeder Abgeordneter bedroht fühlen musste, was viele für ein Komplott bereit machte. Am Abend sprach Robespierre zum letzten Mal im Jakobiner-Club. Zur gleichen Zeit arbeitete Saint-Just im Arbeitsraum des Wohlfahrtsausschusses an einer Rede, die er, um die prekäre Lage zu bereinigen, am nächsten Tag vor dem Konvent halten wollte.

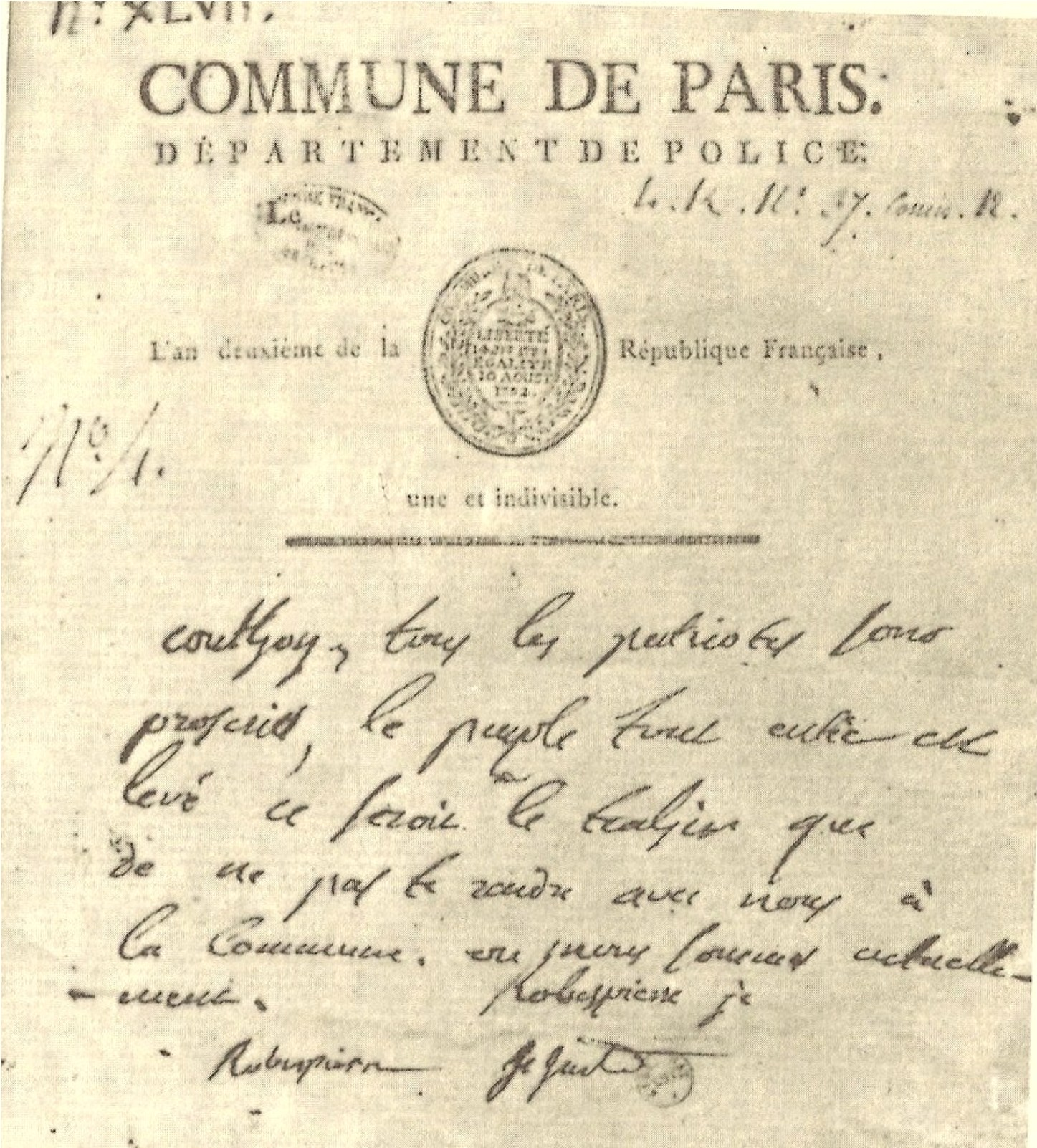
Ein Schreiben, auf dem Papier der Commune de Paris, unterzeichnet von den beiden Robespierres und Saint-Just, in welchem sie Couthon bitten, zu ihnen ins Rathaus zu kommen. Couthon kommt dem nach und trifft um ein Uhr dreißig dort ein.

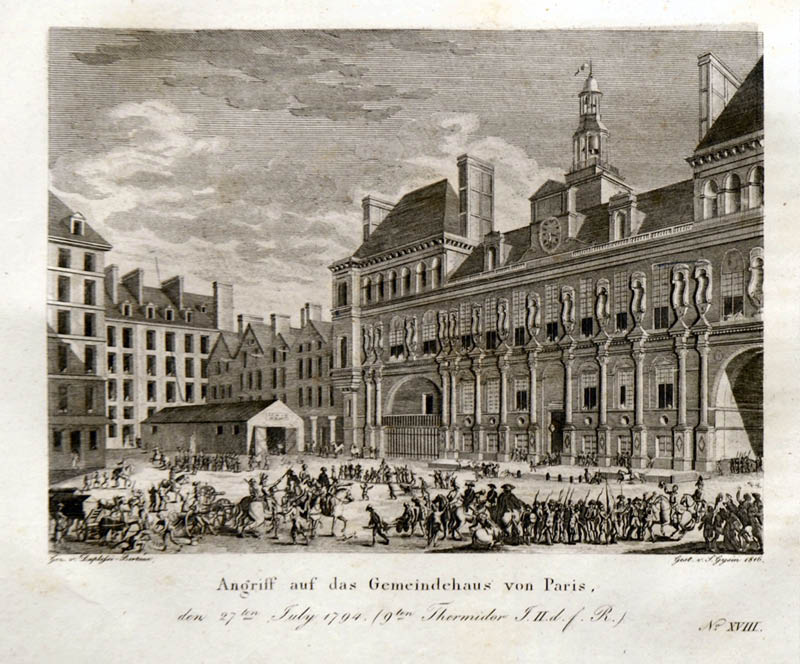
Der Angriff auf das Rathaus von Paris in der Nacht vom 9. auf den 10. Thermidor durch die Nationalgarde

Die Sitzung des Konvents am 9. Thermidor (27. Juli 1794) wurde um 11 Uhr eröffnet und um 12 Uhr ergriff Saint-Just das Wort. Er präsentierte sich als Neutraler. „Ich gehöre keiner der rivalisierenden Parteien an; ich werde sie alle bekämpfen. Sie werden jedoch nur durch Verfassungen ganz verschwinden, die dem Menschen seine Rechte garantieren, der Herrschaft ihre Grenzen setzen und den menschlichen Stolz ohne die Möglichkeit einer Umkehr unter das Joch der öffentlichen Freiheit beugen werden.“ Dann wurde er durch die zum Sturz Robespierres entschlossenen Abgeordneten am Weitersprechen gehindert. Es gab einen Tumult und schließlich wurden Robespierre, Saint-Just, Couthon und andere festgenommen und abgeführt. Sie wurden durch die Pariser Kommune befreit, nutzten aber ihre Freiheit nicht zum von vielen erwarteten gewaltsamen Vorgehen gegen den Konvent. Wie gelähmt „warteten [sie] den Gnadenstoß ab, anstatt zur Place de Grève hinunterzueilen und sich an die Spitze der aufständischen Kämpfer zu stellen.“ Um 2 Uhr morgens nahm die Nationalgarde unter dem Abgeordneten Barras das Rathaus ein.
Am Abend des 10. Thermidor (28. Juli 1794) wurden Robespierre, Saint-Just, Couthon und 19 ihrer Anhänger auf dem Platz der Revolution mit dem Fallbeil hingerichtet. Die letzten Augenblicke von Saint-Justs hat Charles Henri Sanson (1739–1806), Henker von Paris, so geschildert: „Als Saint-Just an der Reihe war, hinaufzusteigen, umarmte er Couthon, und bei Robespierre vorübergehend, sagte er nur: ‚Lebe wohl.‘ Seine Stimme verriet keine Aufregung.“

## Rezeption

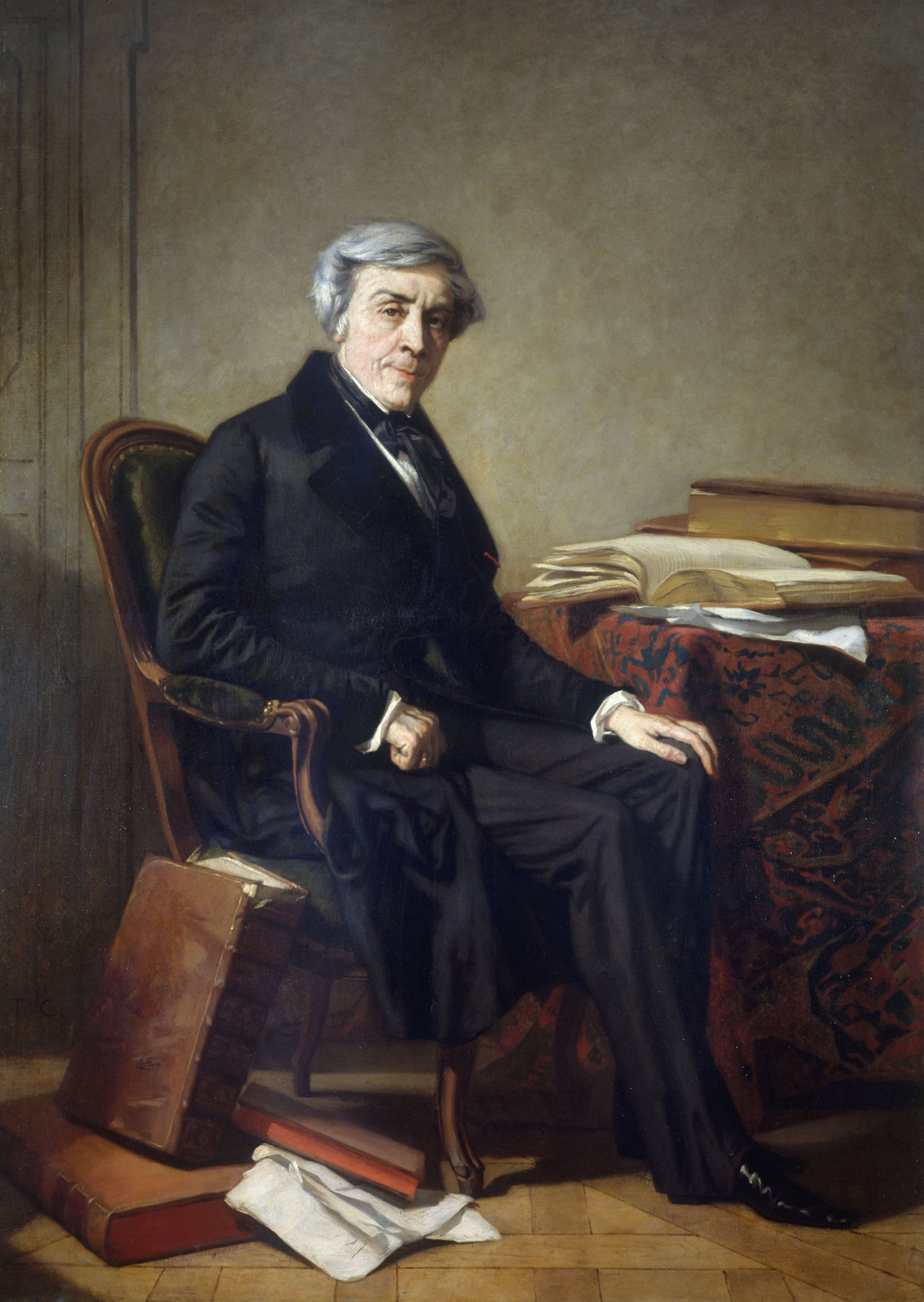
Jules Michelet: Porträt (Öl auf Leinwand) von Thomas Couture

Gerade einmal 22 Monate lang wirkte Louis Antoine de Saint-Just unmittelbar in der Französischen Revolution. Er war neben Robespierre der exponierteste Vertreter jener radikal revolutionären Abgeordneten, die in einer Phase innerer und äußerer Bedrohungen die Republik durch eine Schreckensherrschaft unter der Losung „Tugend und Terror“ verteidigen wollten. In der Geschichtsschreibung wird er sehr unterschiedlich bewertet: Liberale und konservative Historiker stellen ihn als fanatischen, blutrünstigen Vernichter unschuldiger Opfer dar, während Radikale und Linke ihn als Vorbild für heldenhafte Selbstaufopferung, Idealismus und revolutionäre Integrität darstellen. Die romantische und nachromantische Rezeption stilisiert Saint-Just mitunter als „Todesengel der Revolution“, eine Figur zwischen idealistischer Reinheit und unbarmherziger Konsequenz. 
So ist der französische Historiker Jules Michelet (1798–1874), ein begeisterter Anhänger der Revolution, der Ansicht, dass Saint-Just, dem er einen prachtvollen Geist und eine wirklich staatsmännische Begabung zuspricht, ohne den Thermidor ein gefährlicher Konkurrent für Robespierre geworden wäre.
Auch der französische Arzt und Politiker René Levasseur (1747–1834) ist ähnlicher Meinung: „Ich, der ich die Ereignisse jener Zeit aus nächster Nähe beobachtet habe, ich möchte fast versichern, dass Saint-Just mehr daran teil hatte als Robespierre selbst.“ Und Lazare Carnot meint dazu, dass „Saint-Just seinem Freund weit überlegen war“, dass aber „sein Dünkel über jedes Maß hinausging.“
Der französische Philosoph und Schriftsteller Albert Camus (1913–1960) setzte sich in seinem Buch Der Mensch in der Revolte (L’Homme révolté) in den Essays über die Erscheinungen in der Französischen Revolution beinahe ausschließlich mit dem Denken und Handeln von Saint-Just auseinander; Robespierre, Danton und andere kommen nur am Rande vor. Camus ist von Saint-Just zweifellos beeindruckt, was er auch immer an Unausgeglichenheit und Verwirrung bei dem „dekadenten jungen Mann“ ausgemacht haben will. So schreibt Camus in dem Essay Der Terror, nachdem er sich über den primitiven Stil in den Aufrufen zum Massenmord von Jean Paul Marat (1743–1793) ausgelassen hat, beinahe entschuldigend, wenn auch letztlich kritisch: „Wir wollen auch nicht eine Sekunde die großartige Gestalt eines Saint-Just mit dem traurigen Marat vermengen, dem Affen Rousseaus, wie Michelet richtig sagt. Saint-Justs Tragik ist es jedoch, aus höheren Gründen und Forderungen manchmal in Marats Rufe eingestimmt zu haben.“ An einer anderen Stelle heißt es dann etwas härter: „Eine so beharrlich ernste, geflissentlich kalte, logische, unerschütterliche Gestalt lässt alle Unausgeglichenheit und Verwirrung ahnen. Saint-Just hat diesen Ernst erfunden, der aus der Geschichte der beiden letzten Jahrhunderte einen so langweiligen, düsteren Roman macht. ‚Wer an der Spitze der Regierung scherzt‘, sagt er, ‚strebt nach der Tyrannei.‘ Ein verblüffendes Wort, besonders wenn man daran denkt, womit damals die bloße Anklage auf Tyrannei bezahlt wurde, und das auf jeden Fall das Zeitalter der pedantischen Cäsaren vorbereitet.“ Und einige Sätze weiter: „Saint-Just verkündet […] das große Prinzip der Tyranneien des 20. Jahrhunderts: ‚Patriot ist, wer die Republik als Ganzes unterstützt, wer sie in Einzelheiten bekämpft, ist ein Verräter.‘“
Sehr polemisch hat sich der französische Historiker und Philosoph Hippolyte Taine (1828–1893), ein Kritiker der radikalen Phase der Revolution, in seinem Buch Les origines de la France contemporaine (Die Entstehung des modernen Frankreich) über Saint-Just geäußert: „In seinen Reden machen sich die Lügen in greller Beleuchtung und mit marktschreierischer Schamlosigkeit greifbar breit. Er nimmt sich nicht einmal die Mühe, ihnen das dünnste Wahrscheinlichkeitsmäntelchen umzuhängen. Für den Galgen der Girondisten, Dantons, Fabre d’Églantines und seiner übrigen Gegner dünkt ihn der erstbeste Strick genügend; Saint-Just bedarf für seine Anklagereden bloß der Klubklatschereien und eines Inquisitionskatechismus, und sie sind fertig. Sein Hirn kommt hierüber nicht hinaus. Er ist ein überspannter Phrasendrescher, ein künstlicher Scheingeist, dessen ganzes Talent sich auf das seltene Aufleuchten einer düsteren Einbildungskraft zurückführen lässt.“ Demgegenüber geradezu bewundernd liest sich das Urteil der französischen Autorin Dénise Béatrix Centore-Bineau über Saint-Justs Buch L’Esprit de la revolution et de la constitution de France:

„Das ist das erste politische Werk Saint-Justs. Mit zweiundzwanzig, dreiundzwanzig Jahren hat er es geschrieben, und seine Gedanken drangen schon über die Revolution, Frankreich und seine Zeit hinaus. Er entwarf eine Lehre, indem er die verstreuten Bruchstücke des revolutionären Durcheinanders vereinigte und die Zukunft aufhellte. Wenn das Beil des Thermidor die aufsteigende Linie seiner Begabung nicht zerschlagen hätte, dann hätte Saint-Just seinem Land und der Menschheit eine vollständige soziale und politische Grundlage hinterlassen. Michelet hat es ausgedrückt, als er über Saint-Just schrieb: ‚Frankreich wird sich nie über den Verlust einer solchen Hoffnung hinwegtrösten‘.“

Saint-Just ist die Hauptfigur der Erzählung Der Kommissar am Rhein des deutschen Schriftstellers Willi Bredel sowie des nach ihm benannten Dramas des dänischen Schriftstellers Karl Gjellerup. Der deutsche Philosoph Friedrich Nietzsche beschrieb 1862 in einem Gedicht seiner Jugendzeit den Revolutionär als den „teuflischen Saint-Just“. Das Buch Saint-Just et la force des choses (Saint-Just und die Kraft der Dinge) des französischen Historikers Albert Ollivier wurde 1975 unter der Regie von Pierre Kardinal verfilmt.
Der britische Historiker Norman Hampson (1922–2011) sah in Saint-Just den Prototyp des revolutionären Fanatikers, der aufgrund seiner Überzeugung von der „guten Sache“ immer radikalere Unterdrückungsmaßnahmen vorantrieb und damit die totalitären Herrschaftsformen des 20. Jahrhunderts vorwegnahm:

„Er hatte sich in eine Phantasiewelt falscher absoluter Werte hineingesteigert, in der die Tugend der Regierung im Gegensatz zur Verworfenheit all derer stand, deren Begeisterung über die Politik der Regierung zu wünschen übrig ließ. Er hielt nicht nur die Unbescholtenheit der Regierung, sondern auch die ihrer unzähligen Vertreter für selbstverständlich [...] Der ideale Staat mochte auf Konsens beruhen, doch er war der Mann, der die Regeln aufstellen würde, denen die anderen zu gehorchen hatten. Er würde dafür sorgen, daß die Menschen der Gesellschaft, die er zu ihrem Wohl entwickelt hatte, würdig würden. Wenn Luzifers Sünde geistiger Hochmut war, der ihn fast beiläufig dazu verleitete, das Böse als notwendiges Mittel zu einem erhabenen Zweck zu benutzen, dann war Saint-Just Luzifer.“

2004 veröffentlichte der deutsche Lyriker Jan Wagner das Gedicht saint-just, in dem er die stets prekäre Lage des fanatisch-idealistischen Redners darstellt: „ein falsches wort / ein laut zuviel nur, und der beifall rauscht / als fallbeil herab“.

## Publikationen

### Französische Ausgaben
- Esprit de la revolution et de la constitution de France, Verlag Beuvin, Paris 1791
- Fragmens sur les institutions republicaines, Verlag Techener, Paris 1831
- Œuvres completes, Verlag Gallimard, Paris 2004

### Deutsche Ausgaben
- Nachgelassene Schriften und Reden. Arnold, Leipzig 1851 (Digitalisat).
- Nachgelassene Schriften und Reden. Ernst Balde, Kassel 1852 (Digitalisat).
- Reden von Saint-Just: Reihe Redner der Revolution, Neuer Deutscher Verlag, Berlin 1925